# Marouane Chamakh
Marouane Chamakh (født 10. januar 1984 i Tonneins, Frankrig) er en marokkansk/fransk tidliere fodboldspiller, der spillede som angriber. Han har gennem karrieren blandt andet spillet for Bordeaux, Arsenal og Crystal Palace.
Med Bordeaux var han blandt andet med til at vinde det franske mesterskab i 2009. 

## Landshold
Chamakh har spillet 65 kampe og er noteret for 18 scoringer for Marokkos landshold, som han debuterede for i 2003. Han repræsenterede sit land ved African Cup of Nations i både 2004, 2006 og 2008.
Chamakh havde som fransk-marokkaner også muligheden for på landsholdsplan at repræsentere Frankrig, men valgte sine forældres hjemland.

## Titler
Ligue 1
- 2009 med Girondins Bordeaux